# Villiers-Saint-Benoît
 Villiers-Saint-Benoît  es una comuna y población de Francia, en la región de Borgoña, departamento de Yonne, en el distrito de Auxerre y cantón de Toucy.
Está integrada en la Communauté de communes du Toucycois .

## Demografía
| 661 | 612 | 527 | 434 | 430 | 429 |
| Para los censos de 1962 a 1999 la población legal corresponde a la población sin duplicidades (Fuente: INSEE [Consultar]) |     |     |     |     |     |

Incluye la commune associée de La Villotte (58 habitantes en 1999).